# Xã Clay, Quận Atchison, Missouri
Xã Clay (tiếng Anh: Clay Township) là một xã thuộc quận Atchison, tiểu bang Missouri, Hoa Kỳ. Năm 2010, dân số của xã này là 1.798 người.